# Église Saint-Wulphy de Rue
L'église Saint-Wulphy est un édifice religieux situé au centre du bourg de Rue, dans l'ouest du département de la Somme.

## Histoire
L'église de Rue est reconstruite de 1828 à 1833. Elle succède à un précédent édifice construit au XIIe siècle, dévasté le 21 février 1798 par une violente tempête et démoli en 1827 pour faire place au nouvel édifice par Charles Sordi le concepteur de l'église nouvelle. La chapelle du Saint-Esprit de Rue, chef-d'œuvre du gothique flamboyant, ancien bas-côté nord, est préservée et devient séparée de la nouvelle église. Après des controverses qui durent trois ans, la grande tour qui servait aussi d'amer pour la navigation est également démolie. Le nouvel édifice est placé, comme le précédent, sous le vocable de saint Wulphy.

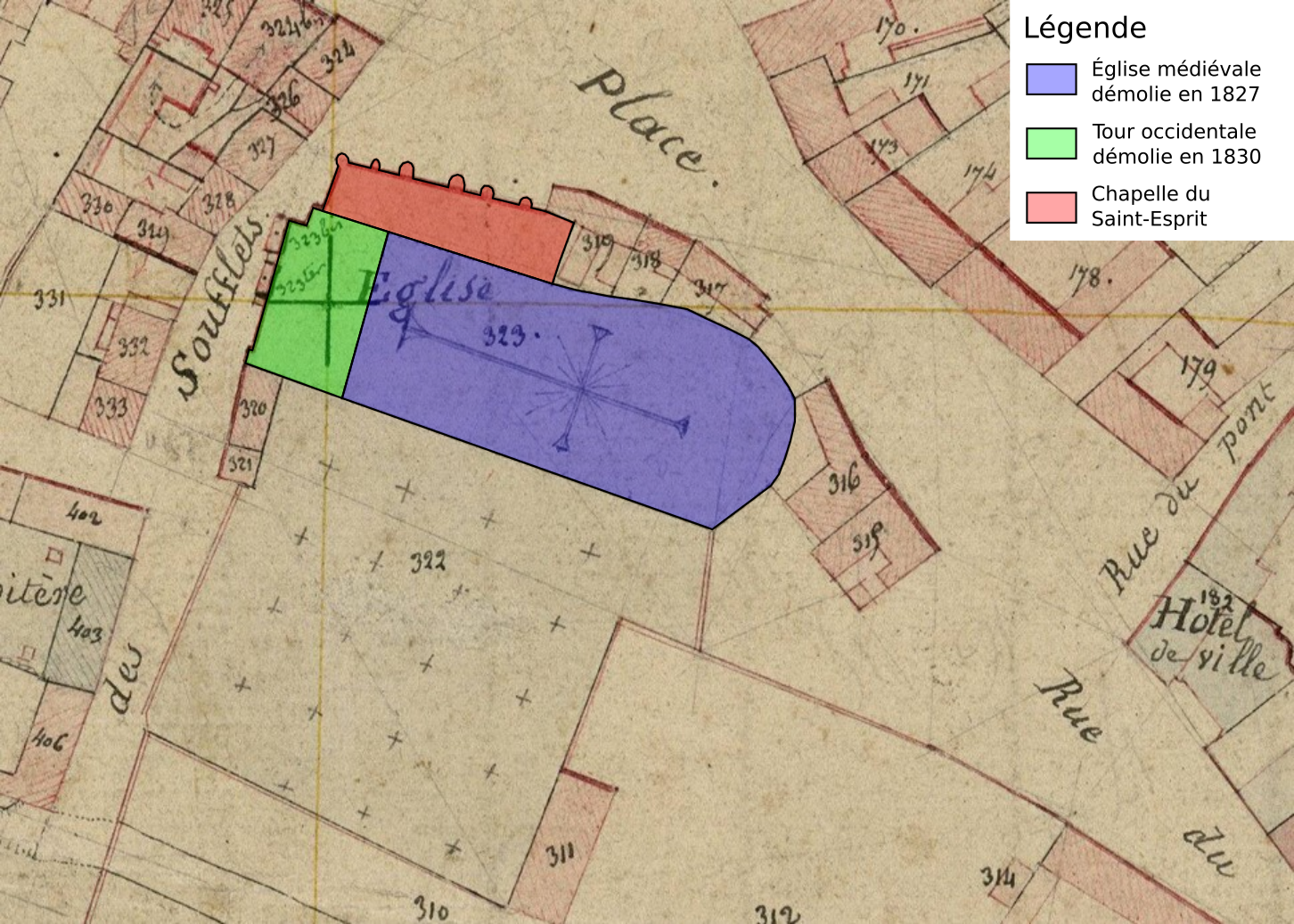
Situation de la chapelle du Saint-Esprit, de l'ancienne église et de la tour sur le plan napoléonien et date des démolitions.

Selon la légende primitive du Saint Voult, Nicodème et l’empereur de Constantinople, David, sculptent trois crucifix qu’ils jettent dans la mer de Grèce. Nicodème en a sculpté un, qui parviendra à Lucques ; les deux autres, œuvres de David, iront l’un à Rome, l’autre à Rue. Le Saint Voult est victime de son succès. Certes, seule la cathédrale de Lucques possède le crucifix le plus authentique, mais cela n’exclut pas que, sur les conseils de Nicodème, deux images du Christ en croix de même type ont été créées. L’église Saint-Vulphy de Rue se recommande de la possession d’une de ces représentations. Cette précieuse relique, placée finalement dans la chapelle du Saint-Esprit, est brulée à la Révolution, seul un fragment est préservé.

## Caractéristiques

### Extérieur
L'église Saint-Wulphy actuelle a été construite sur les plans de l'architecte Charles Sordi, natif de Rue. L'édifice est caractéristique du style néo-classique. Il est construit en brique et pierre et a une forme parallélépipédique. Sa façade en pierre, d'une grande sobriété, est percée d'un portail encadré par des colonnes surmontées d'un fronton triangulaire. Un clocher quadrangulaire recouvert d'ardoises domine la façade.

### Intérieur
Le maître-autel est surmonté d'une gloire entourant un groupe sculpté représentant l'Assomption de la Vierge. Les murs de la nef sont ornés de boiseries, de tableaux représentant des scènes religieuses et de statues de saints.
Des statues en bois du XVIe siècle représentant Marie l'Égyptienne, Jean le Baptiste, Jacques le Majeur, saint Sébastien sont conservées dans la nef.
En 2017, le tableau Le Martyre de sainte Lucie, situé dans la sacristie, a été inscrit en tant que monument historique, au titre d'objet. Il fut ensuite restauré de 2018 à 2020 et replacé dans l'église au-dessus des stalles. Cette toile, daté de 1650, est l'œuvre de Guillaume Perrier, peintre et graveur originaire de Mâcon. On ignore l'origine de ce tableau.
L'entrée de la nef est surmontée d'une tribune où est installé un orgue construit en 1895 par les frères Adrien et Salomon Van Bever, relevé par Daniel Decavel,. Cet instrument a été offert par la famille De Broutel en 1894.
En octobre 2020 s'achève une longue restauration de l'intérieur de l'église, prise en charge par la municipalité, concernant les murs, les plafonds, les boiseries et les peintures murales, permettant la réouverture de l'édifice. Malheureusement le 9 juin 2022 un morceau de plafond se détache, imposant une nouvelle fermeture au public du bâtiment.
Le 1er février 2023, le tableau La Présentation de la Vierge au Temple d'un peintre du XIXe siècle resté anonyme retrouve sa place dans l'église après treize mois de restauration, cette installation marque la fin de la période de travaux et de restaurations et la réouverture au culte et au public de l'édifice,.
Une chasuble de velours rouge, décorée d'une broderie de fils de soie polychromes, représentant le Christ sur la croix et datant du XVe siècle, a été, par décision du conseil municipal de Rue du 14 mars 2024, mise en dépôt au trésor de la cathédrale Notre-Dame d'Amiens.